# Orlęta (czasopismo Korpusu Kadetów Nr 1)
Orlęta (czasopismo Korpusu Kadetów Nr 1) – czasopismo młodzieży Korpusu Kadetów Nr 1 we Lwowie. Wydawanie rozpoczęto w marcu 1928. 